# Phaktep
Phaktep (nep. फाक्तेप) – gaun wikas samiti we wschodniej części Nepalu w strefie Meći w dystrykcie Panchthar. Według nepalskiego spisu powszechnego z 2001 roku liczył on 810 gospodarstw domowych i 4221 mieszkańców (2165 kobiet i 2056 mężczyzn).